# انتخابات مجلس نمایندگان ایالات متحده آمریکا در کالیفرنیا، ۲۰۱۴
انتخابات مجلس نمایندگان ایالات متحده آمریکا در کالیفرنیا، ۲۰۱۴ (انگلیسی: United States House of Representatives elections in California, 2014) در سه شنبه ۴ نوامبر ۲۰۱۴ میلادی در ایالت کالیفرنیا برگزار شد که به پیروزی اکثریت حزب دموکرات آمریکا انجامید.